# Jean-Luc Godard
Jean-Luc Godard (AFI: [ʒɑ̃.lyk ɡɔˈdaʁ]; Parigi, 3 dicembre 1930 – Rolle, 13 settembre 2022) è stato un regista, sceneggiatore, montatore e critico cinematografico francese con cittadinanza svizzera, fra i più significativi registi della seconda metà del Novecento e fra i principali esponenti della Nouvelle Vague.
La sua carriera è contraddistinta da una grande prolificità e da seminali innovazioni linguistiche apportate al mezzo cinematografico. Premiato con il Leone d'oro nel 1984 e l'Oscar alla carriera nel 2011, le sue opere sono state fonte di ispirazione per molti registi statunitensi della Nuova Hollywood e, più recentemente, per autori come Quentin Tarantino, il quale ha chiamato la sua casa di produzione come uno dei suoi primi film, Bande à part.
In un articolo pubblicato su Le Figaro Magazine è scritto dell'influenza sulla moda e sul costume di Godard. In À bout de souffle, il primo di sette film selezionati a rappresentare le inquadrature mitiche del cinema, la T-shirt con la scritta New York Herald Tribune, i pantaloni fuseaux, il taglio alla maschietta, le ballerine e la borsetta bianca di Jean Seberg potevano identificare soltanto un'americana a Parigi prima che tale look potesse diventare familiare nella Francia degli anni Sessanta.
Nel 2025 esce, postumo, il volume Introduction à une véritable histoire du cinéma, in realtà una riedizione, dopo l'edizione del 1980, che Cahiers du cinéma definisce una resurrezione, non soltanto perché l'opera è stata ripubblicata dopo molto tempo, oramai considerevolmente dimenticata, ma perché, completata di parti inedite, offre uno sguardo su quella che è una pietra miliare dell'opera godardiana, con la parola che si posa nella continuità della proiezione cinematografica vera e propria.

## Biografia

### L'attività di critico cinematografico
Godard nacque nel VII arrondissement di Parigi, presso rue Cognacq-Jay, il 3 dicembre del 1930 in una famiglia svizzero-francese di religione protestante, secondo dei quattro figli di Paul Godard (1899-1964), un medico nativo di Vevey (nel Canton Vaud) e di remote origini francesi (gli avi paterni e materni del padre erano originari, rispettivamente, dell'odierno dipartimento dello Cher, nella Valle della Loira, e di Le Cateau-Cambrésis, nell'Alta Francia), e di Odile Monod (1909-1954), appartenente invece ad una famiglia di banchieri ginevrini. Nei primi anni cinquanta si distingue per le sue radicali critiche cinematografiche su riviste come Arts e Cahiers du cinéma.
Risale al 1950 il suo primo articolo sulla Gazette du Cinéma, intitolato Joseph Mankiewicz, e nel 1952 giunge ai Cahiers du cinéma con lo pseudonimo di Hans Lucas dove pubblica tre articoli: una breve recensione su Rudolph Maté, una più impegnata recensione su L'altro uomo di Alfred Hitchcock e un saggio dal titolo Difesa e illustrazione del découpage classico che dimostra la sua visione totalizzante delle arti come la letteratura, il cinema e la pittura.

### I primi film
Tra il 1953 e il 1955 Godard, che ha abbandonato l'attività di critico cinematografico, compie numerosi viaggi nelle Americhe e in seguito assume un impiego nella costruzione della diga della Grande Dixence in Svizzera. Da questa esperienza nascerà l'idea per un primo cortometraggio, Opération béton, che verrà realizzato nel 1955 con il finanziamento della ditta appaltatrice. Ritornato a Parigi inizia a cimentarsi nei cortometraggi a soggetto. Nel suo terzo cortometraggio, Charlotte et son Jules (1958), doppia la voce di Jean-Paul Belmondo e nel quarto, Une histoire d'eau (sempre del 1958), collabora con il regista François Truffaut che l'anno seguente gli fornirà il soggetto per il suo primo lungometraggio.
Il primo lungometraggio risale al 1959 con un film che diverrà il vessillo della Nouvelle vague francese: Fino all'ultimo respiro. Il film, che viene girato in sole quattro settimane con un budget limitato e il ricorso all'utilizzo della cinepresa a mano, ottiene il premio Jean Vigo e dà inizio al primo periodo della filmografia godardiana. All'interno di questa sua prima opera sono già presenti quelle "trasgressioni" ai modelli narrativi tradizionali che la Nouvelle vague utilizzerà per distanziarsi dal cosiddetto "cinema de papà": montaggio sconnesso, attori che si rivolgono direttamente al pubblico, sguardi in macchina. Evidente risulta anche la cinefilia di Godard, che cita ossessivamente i film statunitensi di genere degli anni cinquanta.
Il periodo che va dal 1960 al 1967 viene caratterizzato da una grande creatività che porta Godard a realizzare ventidue film, tra cortometraggi e lungometraggi. Nel corso di questi anni, Godard rivolge la propria attenzione ai contenuti erotici dell'immagine contemporanea: manifesti di attori, pubblicità, fumetti, riviste patinate. In quest'ottica nascono film come Agente Lemmy Caution: missione Alphaville, Il bandito delle 11, Due o tre cose che so di lei. Di questo periodo (1964) è anche un altro dei più famosi film godardiani: Bande à part, ambientato in una Parigi fredda e autunnale, racconta la storia di due amici, interpretati da Sami Frey e Claude Brasseur, che incontrano casualmente una giovane ragazza, bella e ingenua, interpretata da Anna Karina, che influenzerà nel breve e lungo termine le loro esistenze. La splendida sequenza girata nel Louvre, dove corrono come forsennati lungo gli immensi spazi del museo verrà ripresa molti anni dopo da Bernardo Bertolucci nel suo film The Dreamers - I sognatori, dove i protagonisti Eva Green, Louis Garrel e Michael Pitt ripetono la corsa proprio nel Louvre identificandosi in Franz, Arthur e Odile, appunto i tre giovani spensierati che girano per Parigi con una vecchia SIMCA decappottabile e passano le giornate tra un corso d'inglese e un bistrot dove bere qualcosa e fantasticare sul loro futuro.
A partire dal 1966 Godard sposa le teorie marxiste: il cinema diviene il luogo in cui mettere in atto una severa critica della civiltà dei consumi e della mercificazione dei rapporti umani, ma anche in cui si possa riflettere sullo stesso statuto dell'immagine come portatrice "naturale" di un'ideologia. Il problema della prassi diviene una costante della fase "politica" di Godard, nei film La cinese e Week End - Una donna e un uomo da sabato a domenica.

### Il gruppo Dziga Vertov (1968-1972)
Dopo aver esaminato la possibilità di mettere in pratica un cinema rivoluzionario (La gaia scienza, 1968), Godard fonda nel 1969 con altri cineasti il Gruppo Dziga Vertov, sperimentando un cinema collettivo e rifiutando il ruolo di autore nella convinzione che esso sottintenda un'ideologia autoritaria e gerarchica. Nello stesso anno dirige Lotte in Italia, un film per la televisione italiana che si interroga sui rapporti tra film, rappresentazione e ideologia attraverso il racconto di una ragazza borghese che milita in un gruppo extraparlamentare pur rimanendo legata all'ideologia della sua classe d'origine.
Altro film di questo periodo è Vento dell'est, unico film con il quale ha lavorato con l'attore italiano Gian Maria Volonté.
L'attività di Godard, che fino a quel momento era stata frenetica, è costretta a interrompersi sia per un incidente stradale che lo costringe in ospedale per alcuni mesi, sia per il nascere delle prime discordanze all'interno del gruppo e soprattutto per l'intuizione che il momento dell'eversione fosse ormai alla fine.
Nel tentativo di recuperare la propria identità artistica e politica Godard rimane per diversi mesi chiuso in sé stesso senza lasciarsi intervistare dalla stampa e solo nel 1972 realizza, insieme a Jean-Pierre Gorin, Crepa padrone, tutto va bene, un'indagine sullo stato degli intellettuali nella stagione del riflusso post-sessantottesco.
La fine del movimento segna per Godard una pausa di ripensamento. Dopo alcune conferenze tenute presso l'Università di Montréal e all'opera Introduction à une véritable histoire du cinéma, che verrà pubblicata nel 1980, si ritira a Grenoble, dove lavora per alcuni anni ai laboratori di Sonimage sperimentando tecniche cinematografiche a basso costo (Super 8, videoregistratori, ecc).

### Il terzo periodo (dopo il 1975)
Dopo l'approdo alle tecnologie elettroniche e al video inizia il terzo periodo, quello dell'ultimo Godard, improntato a una nuova e intensa sperimentazione in cui il video, che convive strettamente con il cinema, viene usato per una critica nuova fatta per immagini alle stesse immagini, anche le proprie.
Nel 1975 con Numéro deux Godard riparte utilizzando la nuova strumentazione video e mettendo in scena non un irrequieto rapporto di coppia, ma un irrequieto rapporto familiare, mescolando la documentazione reale con la fiction, la vita con la sua rappresentazione.
Nasce un'attenzione più viva per le tematiche del privato, soprattutto quella familiare, che vengono ripresi con toni maggiormente intimistici come in Si salvi chi può (la vita). 
In questo periodo Godard riesce a valorizzare la pura immagine a scapito del racconto utilizzando serie di sequenze autonome simili a quadri staccati dalla trama e godibili per la loro sola bellezza come in Passion (1982) che può essere preso ad esempio della sua nuova concezione estetica dell'immagine.
Così, nei successivi Prénom Carmen (1983) che vinse il Leone d'oro a Venezia, e Je vous salue, Marie (1985) si vede come il testo sia solo un pretesto per un libero assemblaggio fatto di giochi di parole, citazioni disparate, brani di musica, ripresa di scenari naturali, come le onde del lago Lemano in Prénom Carmen che diventano uno dei principali leitmotiv visivi del regista.
Nelle opere di questo terzo periodo si affianca alla compostezza dell'immagine il motivo ricorrente della musica classica, soprattutto di Mozart e Beethoven che già erano presenti nei film del primo periodo.
Nel 1988 per Canal Plus, viene ideato il progetto Histoire(s) du cinéma che durerà fino al 1997 e dalla cui esperienza nasceranno quattro volumi con tutti i materiali interpretativi e iconografici che verranno pubblicati nel 1998. Con il film Nouvelle Vague del 1990 e con Ahimè! del 1993, Godard riesce a scrivere l'intera sceneggiatura senza usare una sua parola ma facendo dire ai personaggi frasi di altri per poter lasciare libero spazio alle immagini che, con la loro musica interna, creano una perfetta geometria.
Nel film Germania nove zero, che si modella su Germania anno zero di Rossellini, Godard si diverte a giocare con le lingue (il francese e il tedesco), come già aveva fatto nei film del primo periodo (Fino all'ultimo respiro, dove aveva utilizzato l'inglese e il francese, e ne Il disprezzo l'inglese, l'italiano e il francese).
Éloge de l'amour del 2001 «è un insieme di motti di spirito, gag paradossali, detti celebri, inversioni di struttura come il colore della seconda parte del film in contrasto con il bianco e nero della prima parte i cui avvenimenti accadono due anni dopo».
Nel 2010 esce Film socialisme dove, come in Un film parlato di de Oliveira, «sulla nave di Godard si viaggia attraverso le lingue del mediterraneo e la sua storia». Mentre la nave del film di Oliveira è una «sorta di Arca di Noè, rifugio della cultura mediterranea e occidentale, delle sue lingue, dei suoi miti e dei suoi canti», sotto forma di metafora, la nave di Jean-Luc-Godard moltiplica le inquietudini trattandosi della Costa Concordia, che due anni dopo naufragherà tragicamente e realmente.
Nell'aprile 2021 firma, insieme ad altre personalità dello spettacolo e della cultura, un appello di Valeria Bruni Tedeschi a Emmanuel Macron pubblicato su Libération dopo l'arresto e l'immediata scarcerazione in libertà vigilata di una decina di ex terroristi italiani ed ex militanti di gruppi eversivi di sinistra, accusati e condannati in Italia per omicidio, sequestro, tentato omicidio. L'appello è finalizzato a "mantenere l'impegno della Francia nei confronti degli esiliati italiani per cui è stata richiesta l'estradizione".

### Morte
Il 13 settembre 2022, Godard è ricorso al suicidio assistito nella sua casa di Rolle in Svizzera.
Una fonte vicina al regista citata da Libération ha rivelato: «Non era malato, era solo esausto. È stata una sua decisione e per lui era importante che si sapesse. Si tratta di una pratica autorizzata e controllata in Svizzera.»

### Retrospettive
Alla Casa del cinema Manoel de Oliveira di Porto dal 12 novembre 2024 all'11 maggio 2025 un'esposizione dedicata a Godard è stata curata da Fabrice Aragno, Jean-Paul Battaggia, Nicole Brenez e Paul Grivas, del Collettivo Ô Contraire, come è scritto su Cahiers du cinéma che dedica sei pagine all'evento nella rubrica Portfolio. In rassegna vi sono esposti quaderni, libri, film, quadri, immagini cinematografiche fisse e in movimento che riguardano l'arco della vita di artista a partire dai suoi 15 anni.

## Filmografia

### Regista

#### Lungometraggi
- Fino all'ultimo respiro (À bout de souffle) (1960)
- La donna è donna (Une femme est une femme) (1961)
- Questa è la mia vita (Vivre sa vie) (1962)
- Le Petit Soldat (Le petit soldat) (1963)
- Les Carabiniers (1963)
- Il disprezzo (Le Mépris) (1963)
- Bande à part (1964)
- Una donna sposata (Une femme mariée) (1964)
- Agente Lemmy Caution: missione Alphaville (Alphaville, une étrange aventure de Lemmy Caution) (1965)
- Il bandito delle 11 (Pierrot le fou) (1965)
- Il maschio e la femmina (Masculin féminin) (1966)
- Una storia americana (Made in U.S.A.) (1966)
- Due o tre cose che so di lei (Deux ou trois choses que je sais d'elle)[21] (1967)
- La cinese (La Chinoise) (1967)
- Week End - Una donna e un uomo da sabato a domenica (Weekend) (1967)
- La gaia scienza (Le gai savoir) (1969)
- Vento dell'est (Le Vent d'est) (1969)
- Lotte in Italia (1970)
- Vladimir et Rosa (1970)
- Crepa padrone, tutto va bene (Tout va bien) (1972)
- Numéro deux (1975)
- Six fois deux noto anche come Sur et sous la communication, 6 trasmissioni di 100 min l'una (1977)
- France, tour détour deux enfants, 12 puntate di 26 min l'una (1977)
- Comment ça va? (1978)
- Si salvi chi può (la vita) (Sauve qui peut (la vie)) (1980)
- Passion (1982)
- Prénom Carmen (1983)
- Je vous salue, Marie (1985)
- Detective (Détective) (1985)
- Cura la tua destra… (Soigne ta droite) (1987)
- King Lear (1987)
- Nouvelle vague (1990)
- Germania nove zero (Allemagne 90 neuf zéro) (1991)
- Ahimè! (Hélas pour moi) (1993)
- For Ever Mozart (1996)
- Éloge de l'amour (2001)
- Notre Musique (2004)
- Film socialisme (2010)
- Adieu au langage - Addio al linguaggio (2014)
- Le livre d'image (2018)

#### Cortometraggi
- Opération béton (1954)
- Une femme coquette (1954)
- Tutti i ragazzi si chiamano Patrick, o Charlotte et Véronique (1957)
- Charlotte et son Jules (1958)
- Une histoire d'eau, co-regia con François Truffaut (1958)
- Lettre à Freddy Buache, cortometraggio (1982)
- Changer d'image – cortometraggio (1982)

### Documentari
- Ici et ailleurs (1976)

#### Episodi
- L'accidia (La paresse), episodio de I sette peccati capitali (Les sept péchés capitaux) (1961)
- Il nuovo mondo (Le nouveau monde), episodio di Ro.Go.Pa.G. (1962)
- Il profeta falsario (Le grand escroc), episodio de Le più belle truffe del mondo (Les Plus Belles Escroqueries du monde) (1964)
- Montparnasse-Levallois, episodio di Parigi di notte (Paris vu par…) (1963 ma edizione 1966)
- Reportage sur Orly (1964)
- L'amore nel 2000 (Anticipation, ou l'amour en l'an 2000), episodio de L'amore attraverso i secoli (L'amour à travers les âges o Le plus vieux métier du monde) di registi vari (1967)
- L'amore (L'aller et retour andata e ritorno des enfants prodigues dei figli prodighi), episodio di Amore e rabbia o Vangelo 70 (1967)
- Camera Eye (Caméra-œil), episodio di Lontano dal Vietnam (Loin du Viet-nam) (1967)

#### Altro
- Six fois deux noto anche come Sur et sous la communication, 6 trasmissioni di 100 min l'una (1977)
- France, tour détour deux enfants, 12 puntate di 26 min l'una (1977)
- Scénario de "Sauve qui peut la vie" (1979)
- "Passion", le travail et l'amour - Introduction a un scénario (1981)
- Scénario du film "Passion" (1981)
- Changer d'image – cortometraggio (1982)
- Lettre à Freddy Buache, cortometraggio (1982)
- Petites notes à propos du film "Je vous salue, Marie" (1984)
- Soft and Hard (1985) - mediometraggio documentario
- Grandeur et décadence d'un petit commerce de cinéma – film TV (1986)
- Meetin' WA, cortometraggio, intervista a Woody Allen (1987)
- Armide, episodio del film Aria (1987)
- Closed
- Puissance de la parole, cortometraggio per France Télécom (1988)
- Le dernier mot, episodio di Les français vus par... (1988)
- On s'est tous défilé, cortometraggio (1988)
- Le Rapport Darty (1989) - mediometraggio documentario
- Je vous salue Sarajevo, cortometraggio di 2 min (1993)
- Les Enfants jouent à la Russie – documentario (1993)
- JLG/JLG - autoportrait de décembre – documentario (1995)
- L'enfance de l'art, episodio non accreditato di Comment vont les enfants noto anche come How Are the Kids?
- Deux fois cinquante ans de cinéma français, mediometraggio, dialogo con Michel Piccoli sui cento anni del cinema (1995)
- The Old Place, mediometraggio commissionato dal MoMa (1998)
- Histoire(s) du cinéma:
  - Histoire(s) du cinéma: Toutes les histoires (1988)
  - Histoire(s) du cinéma: Une histoire seule (1989)
  - Histoire(s) du cinéma: Seul le cinéma (1997)
  - Histoire(s) du cinéma: Fatale beauté (1997)
  - Histoire(s) du cinéma: La monnaie de l'absolu (1998)
  - Histoire(s) du cinéma: Le contrôle de l'univers (1998)
  - Histoire(s) du cinéma: Une vague nouvelle (1998)
  - Histoire(s) du cinéma: Les signes parmi nous (1998)
  - Moments choisis des histoire(s) du cinéma (2004)
- L'Origine du XXIème siècle, cortometraggio, commissionato dal Festival di Cannes (2000)
- Dans le noir du temps, episodio di Dieci minuti più vecchio: il violoncellista (2002)
- Vrai faux passeport, mediometraggio per l'esposizione Voyages en utopies, Jean-Luc Godard, 1946-2006 (2006)
- Les trois désastres, episodio di 3x3D realizzato con Peter Greenaway e Edgar Pêra (2014)
- I ponti di Sarajevo, film collettivo diretto da tredici registi (2014)
- Film annonce du film qui n'existera jamais: «Drôles de guerres» – cortometraggio postumo (2023)
- Exposé du film annonce du film ''Scénario'' - Due messaggi postumi di Jean-Luc Godard, Cannes Classics 2024

## Opere
- Jean-Luc Godard, Jean-Luc Godard par Jean-Luc Godard, a cura di Alain Bergala, Editions du Cahiers du cinéma, Parigi 1980, trad. di Adriano Aprà e Paolo Mereghetti, Il cinema è il cinema, Garzanti, Milano 1981.
- (FR) Jean-Luc Godard, Histoire(s) du cinemà, 4 voll., Gallimard, Parigi 1998.
- (FR) Jean-Luc Godard, Archéologie du cinéma et mémoire du siècle. Dialogue, con Youssef Ishaghpour, Farrago, Tours 2000.
- Jean-Luc Godard, Introduzione alla vera storia del cinema, traduzione di Maurizio Ciampa e Rina Macrelli, Roma, Editori Riuniti, 1982.
- Jean-Luc Godard, Due o tre cose che so di me. Scritti e conversazioni sul cinema, a cura di Orazio Leogrande, traduzione di Orazio Leogrande e Andreina Lombardi Bom, Minimum Fax, 2007.
- Jean-Luc Godard, Introduction à une véritable histoire du cinéma, Montreuil, Les éditions de l'œil, 2025.

## Riconoscimenti
- Premio Oscar
  - 2011 – Oscar alla carriera
- Festival di Cannes
  - 1980 – Candidatura alla Palma d'oro per Si salvi chi può (la vita)
  - 1982 – Candidatura alla Palma d'oro per Passion
  - 1985 – Candidatura alla Palma d'oro per Detective
  - 1987 – Candidatura alla Palma d'oro per Aria (film collettivo)
  - 1990 – Candidatura alla Palma d'oro per Nouvelle vague
  - 2001 – Candidatura alla Palma d'oro per Éloge de l'amour
  - 2010 – Candidatura al Premio Un Certain per Film socialisme
  - 2014 – Premio della giuria per Adieu au langage - Addio al linguaggio
  - 2014 – Candidatura alla Palma d'oro per Adieu au langage – Addio al linguaggio
  - 2018 – Palma d'oro speciale per Le livre d'image
  - 2018 – Candidatura alla Palma d'oro per Le livre d'image
- Mostra internazionale d'arte cinematografica di Venezia
  - 1962 – Leone d'argento per Questa è la mia vita
  - 1962 – Premio Pasinetti per Questa è la mia vita
  - 1962 – Candidatura al Leone d'oro per Questa è la mia vita
  - 1964 – Candidatura al Leone d'oro per Una donna sposata
  - 1965 – Candidatura al Leone d'oro per Il bandito delle 11
  - 1967 – Leone d'argento per La cinese
  - 1967 – Candidatura al Leone d'oro per La cinese
  - 1982 – Leone d'oro alla carriera
  - 1983 – Leone d'oro per Prénom Carmen
  - 1991 – Medaglia d'oro del presidente del Senato italiano per Germania nove zero
  - 1991 – Candidatura al Leone d'oro per Germania nove zero
  - 1993 – Candidatura al Leone d'oro per Ahimè!
  - 1996 – Premio Filmcritica – Bastone Bianco per For Ever Mozart
  - 1996 – Candidatura al Leone d'oro per For Ever Mozart
- Festival internazionale del cinema di Berlino
  - 1960 – Orso d'argento per il miglior regista per Fino all'ultimo respiro
  - 1960 – Candidatura all'Orso d'oro per Fino all'ultimo respiro
  - 1961 – Orso d'argento, gran premio della giuria per La donna è donna
  - 1961 – Candidatura all'Orso d'oro per La donna è donna
  - 1965 – Orso d'oro per Agente Lemmy Caution: missione Alphaville
  - 1966 – Premio INTERFILM, menzione d'onore per Il maschio e la femmina
  - 1966 – Jugendfilmpreis, miglior lungometraggio per Il maschio e la femmina
  - 1966 – Candidatura all'Orso d'oro per Il maschio e la femmina
  - 1968 – Candidatura all'Orso d'oro per Week End - Una donna e un uomo da sabato a domenica
  - 1969 – Candidatura all'Orso d'oro per La gaia scienza e Amore e rabbia (film collettivo)
  - 1973 – Premio INTERFILM, raccomandazione per Crepa padrone, tutto va bene
  - 1985 – Premio OCIC, menzione d'onore per Je vous salue, Marie
  - 1985 – Premio INTERFILM Otto Dibelius per Je vous salue, Marie
  - 1985 – Candidatura all'Orso d'oro per Je vous salue, Marie
- Premio César
  - 1981 – Candidatura per il miglior film per Si salvi chi può (la vita)
  - 1981 – Candidatura per il miglior regista per Si salvi chi può (la vita)
  - 1983 – Candidatura per il miglior film per Passion
  - 1983 – Candidatura per il miglior regista per Passion
  - 1986 – Candidatura per il miglior film in lingua francese per Je vous salue, Marie
  - 1987 – Premio César onorario
  - 1998 – Premio César onorario straordinario
- Locarno Festival
  - 1995 – Pardo d'onore
- National Society of Film Critics Awards
  - 1969 – Candidatura per il miglior regista per Week End - Una donna e un uomo da sabato a domenica
  - 1981 – Candidatura per il miglior regista per Si salvi chi può (la vita)
  - 1991 – Premio speciale alla carriera
  - 2015 – Candidatura per il miglior regista per Adieu au langage - Addio al linguaggio
- European Film Awards
  - 1990 – Candidatura per la miglior colonna sonora per Nouvelle vague
  - 2004 – Candidatura per la miglior sceneggiatura per Notre Musique
  - 2007 – Premio alla carriera

### Altri premi
- Bambi
  - 1969 – Miglior film internazionale per Week End - Una donna e un uomo da sabato a domenica
- BFI London Film Festival
  - 1965 – Sutherland Trophy per Il bandito delle 11
- Fajr International Film Festival
  - 2002 – Crystal Simorgh al miglior film internazionale per Éloge de l'amour
- Festival del cinema di Stoccolma
  - 2001 – Premio alla carriera
- Festival internazionale del cinema di San Sebastián
  - 2004 – Premio FIPRESCI per Notre Musique
- Filmfest München
  - 2014 – Candidatura al miglior film internazionale per Adieu au langage - Addio al linguaggio
- Golden Goblets
  - 1961 – Coppa d'oro per Fino all'ultimo respiro
- IndieWire Critics Poll
  - 2014 – Candidatura al miglior regista per Adieu au langage – Addio al linguaggio (5º posto)
  - 2014 – Candidatura al miglior montaggio per Adieu au langage – Addio al linguaggio (7º posto)
- International Cinephile Society Awards
  - 2015 – Candidatura al miglior regista per Adieu au langage – Addio al linguaggio
  - 2015 – Candidatura al miglior montaggio per Adieu au langage – Addio al linguaggio
- International Film Festival Rotterdam
  - 1986 – Miglior film innovativo per Detective
- Los Angeles Film Critics Association Awards
  - 2010 – Miglior film sperimentale/indipendente per Film socialisme
- Montreal World Film Festival
  - 1995 – Grand Prix Special des Amériques
- Nastro d'argento
  - 1961 – Candidatura al regista del miglior film straniero per Fino all'ultimo respiro
- New York Film Critics Circle Awards
  - 1994 – Premio speciale
- Premio del cinema svizzero
  - 2002 – Candidatura al miglior film per Éloge de l'amour
  - 2005 – Candidatura al miglior film per Notre Musique
- Premio Jean Vigo
  - 1960 – Miglior lungometraggio per Fino all'ultimo respiro
- Premio Louis-Delluc
  - 1987 – Miglior film per Cura la tua destra...
  - 2014 – Candidatura al miglior film per Adieu au langage – Addio al linguaggio
- Semana Internacional de Cine de Valladolid
  - 2001 – Premio speciale della giuria per Éloge de l'amour
  - 2001 – Candidatura alla Espiga de oro per Éloge de l'amour
- Sitges - Festival internazionale del cinema fantastico della Catalogna
  - 2013 – Candidatura al premio Oficial Noves Visions per 3x3D (episodio di Les trois désastres)
- Syndicat français de la critique de cinéma et des films de télévision
  - 1961 – Premio della critica per Fino all'ultimo respiro
- Tokyo International Film Festival
  - 1987 – Candidatura al Grand Prix per Cura la tua destra...
- Village Voice Film Poll
  - 2014 – Candidatura al miglior regista per Adieu au langage – Addio al linguaggio

## Cultura di massa
- Nel 2023 il regista Nicola Raffaetà ha dedicato il suo film Aspettando la Rivoluzione a Godard.[22]
- Nel 2024 il cantautore Angelo Iannelli ha dedicato a Godard il brano Elettronica,[23] contenuto nell'album Vicini margini.
- Nel 2017 è uscito il film "Il mio Godard" sulla storia d'amore tra il regista ed Anne Wiazemsky (titolo originale "Le Redoubtable").[24]

### Libri su Jean-Luc Godard in italiano
- Suzanne Liandrat Guigues, Jean-Louis Leutrat, Godard. Alla ricerca dell'arte perduta, Le Mani, Recco (Genova), 1998, ISBN 88-8012-086-7.
- Alberto Farassino, Jean-Luc Godard, vol. 176, Il Castoro, 2007, ISBN 88-8033-066-7.
- Roberto Chiesi, Jean-Luc Godard, Gremese Editore, Roma 2003, ISBN 88-8440-259-X.
- Jacopo Chessa, Jean-Luc Godard. Fino all'ultimo respiro, Lindau, Torino 2007. ISBN 978-88-7180-626-6.
- Alberto Scandola, L'immagine e il nulla: l'ultimo Godard, Kaplan, Torino 2014, ISBN 978-88-89908-74-7.
- Silvio Alovisio (a cura di), Jean-Luc Godard, Marsilio, Venezia 2018, ISBN 978-8831728652.

### Libri su Jean-Luc Godard in altre lingue
- Richard Roud, Jean-Luc Godard, Cinema One, Londra 1962.
- Jean Collet, Jean-Luc Godard, Seghers, Parigi 1963.
- Barthélemy Amengual (a cura di), Jean-Luci Godard au-delà du recit, Lettres Modernes, Parigi 1967.
- Colin Miles MacCabe, Jean-Luc Godard, Images, Sounds, Politics, Indiana University Press, Bloomington 1980.
- Marc Cerisuelo, Jean-Luc Godard, Lherminier, Parigi 1989.
- Jean-Luc Douin, Godard, Rivages, Parigi 1989.
- Jean-Louis Leutrat, Des traces qui nous ressemblent, Comp'Act, 1990.
- Raymond Bellour e Mary Lea Bandy (a cura di), Jean-Luc Godard, son + image 1974-1991, Museum of Modern Art, New York 1992.
- Marc Cerisuelo (a cura di), Jean-Luc Godard au-delà de l'image, in "Etudes Cinématographiques", 1993, n. 194-202, 1993.
- Alain Bergala, Nul mieux que Godard, Éditions du Cahiers du cinéma, Parigi 1999.
- Jacques Aumont, Amnésies: fictions du cinéma d'après Jean-Luc Godard, P.O.L., 1999.
- Michael Temple e James S. Williams, The cinema alone. Essays on the work of Jean-Luc Godard (1985-2000), Amsterdam University Press, 2000.
- Suzanne Liandrat Guigues e Jean-Louis Leutrat, Godard simple comme bonjour, L'Harmattan, Parigi 2004.